# Jacob Nielsen (greve)
För övriga betydelser, se Jakob Nielsen.
Jacob Nielsen, sannolikt född omkring 1250 och död omkring 1310, var greve av Norra Halland och son till greven Niels Nielsen (barnbarn på sidolinjen till Valdemar Sejr) och Cæcilie Jensdatter av Hvideätten (död 1260).  Han låg bakom byggandet av Varbergs fästning.
Jacob fick 1283 faderns forna grevskap som län men slöt sig till Erik Klippings fiender och dömdes 1287 fredlös för påstådd inblandning i mordet på denne i Finderup. Liksom övriga fredlösa fick han norskt stöd mot Erik Menved och behöll makten i Halland norr om Ätran under två årtionden. I striden mellan Magnus Ladulås söner tog Jacob parti för hertigarna Erik och Valdemar mot kung Birger, Erik Menveds allierade. År 1305 överlät han länet åt kung Håkon Magnusson av Norge, som gav det vidare till hertig Erik. Jacob sökte sedan förgäves återfå det.

## Fotnoter
1. ↑  Första skriftliga belägget om Jacobs existens är från juli månad 1267, vilket år bör vara helt nära hans myndighetsålder.
2. ↑  Han är ännu i livet i augusti 1308 då han inbjuds till förhandlingar nästföljande år tillsammans med kungarna Erik Menved av Danmark och Håkon Magnusson av Norge, men han omnämns inte i handlingarna från detta möte. Slutligen i ett brev från år 1312 är det första gången han omtalas som död. Att han uteblev från förhandlingarna 1309 kan tyda på att han var död eller svårt sjuk redan då.
3. ↑  Niels Nielsen (död 1251), vilken hade fått grevskapet Norra Halland som fri besittning för sig och sina arvingar av kungen 1241, var i sin tur son till Niels Valdemarsen som var ett så kallat frillobarn till den danske kungen